# Virgichneumon albomarginatus
Virgichneumon albomarginatus là một loài tò vò trong họ Ichneumonidae.